# Roman Hoscki
Roman Hoscki (Hojski, Hoyski, Hośćki) herbu Kierdeja (ur. ok. 1585, zm. 1635) – kasztelan kijowski w latach 1632–1634, podkomorzy włodzimierski w 1613 roku, starosta włodzimierski w latach 1626–1635, wyszogrodzki, członek wspólnoty braci polskich.
Poseł kijowski na sejm 1619 roku. Jako senator wziął udział w sejmach: 1632 (I) i 1632 (III).

## Życiorys
Urodził się ok. 1585 w polskiej rodzinie szlacheckiej pochodzenia rusińskiego Hosckich herbu Kierdeja. Był synem Gabriela (Hawryła), kasztelana kijowskiego i Katarzyny z Jełowieckich. W młodości podróżował po Europie zachodniej, w latach 1604–1605 studiował na uniwersytetach w Altdorfie i Bazylei. Po powrocie do kraju angażował się w życie polityczne, 7 sierpnia 1607 na sejmiku łuckim został wybrany posłem do króla w sprawie swobód wyznawców prawosławia. W latach 1613 i 1619 był posłem na sejm z ziemi łuckiej. Po 1610 walczył w wojnie polsko-rosyjskiej. W 1614 wchodził w skład komisji urzędującej we Lwowie, a której zadaniem była wypłata żołdu.
Od 1613 używał tytułu podkomorzego włodzimierskiego, w 1618 został po ojcu tenutariuszem intratnego starostwa wyszogorodzkiego obok Kijowa. Od 1625 trzymał włodzimierskie starostwo grodowe, które wykupił na mocy przywileju królewskiego z rąk księcia Adama Sanguszki. Od 1 kwietnia 1632 tytułowany jest kasztelanem kijowskim, mimo że zaprzysiągł ten urząd 30 października.
Deputat na Trybunał Główny Koronny z województwa wołyńskiego w 1606, 1614, 1619, 1624, 1629,, 1633/1634 roku
Poseł na sejm nadzwyczajny 1613 roku z województwa wołyńskiego. Był elektorem Władysława IV Wazy z województwa kijowskiego.
Od młodości związany był z braćmi polskimi, jego żona Aleksandra z Niemiryczów również wyznawała unitarianizm. Hoscki formalnie przystąpił do braci polskich w 1617, składając na pół tajnie wyznanie wiary. Pod jego patronatem znajdował się założony w 1600 przez jego ojca zbór w Hoszczy.
Zmarł bezpotomnie przed 10 sierpnia 1635. Dziedziczyła po nim jego siostra Regina księżna Sołomerecka, ostatnia z rodu Hosckich.